# Сказка о глупом муже (мультфильм)
«Сказка о глупом муже» — рисованный мультфильм 1986 года, который создала режиссёр Елена Пророкова на студии «Союзмультфильм» по мотивам русской сказки «О глупой жене».

## Сюжет
Жили-были муж и жена. Как-то вечером муж говорит: «Разбуди меня завтра пораньше, жена, хочу я порыбачить». Утром жена встала рано, подоила корову, затопила печку, сготовила еду. Уже рыбаки на речку ушли, и косари уехали. Муж проснулся от лучей солнца и заворчал: «Глупая баба! Я всё проспал». Наелся блинов да пирогов и заявил: «Надоело всё! Ухожу! Пойду по свету!»
И встретил он изящную дамочку, у которой в голове и на языке была одна тема: «Амур». Сначала восхитился, потом ушёл. Затем он встретил солидную даму, у которой голова была занята только расчётами, и от неё убежал. Затем пришёл в зажиточное хозяйство, где командовала эффектная решительная вдова, которая быстро заставила его работать с утра до вечера.
Понял муж, что долго не выдержит, и сбежал через овраги и лес, по пути весь ободрался и в капкан попал. Приплёлся домой ночью и слышит, что жена кого-то солнышком называет. Разозлился муж, дверь распахнул и видит, что перед женой его фотография стоит. Растерялся муж и говорит: «Глупая ты баба, а мужик тебе ещё глупей достался!»

## Создатели
- Автор сценария: Ирина Марголина
- Кинорежиссёр: Елена Пророкова
- Художники-постановщики: Игорь Олейников, Виктор Чугуевский
- Композитор: Александр Клевицкий
- Кинооператор: Кабул Расулов
- Звукооператор: Борис Фильчиков
- Художники-мультипликаторы: Наталия Богомолова, Марина Восканьянц, Валерий Угаров, Андрей Игнатенко, Тенно-Пент Соостер
- Роли озвучивали: Наталья Гундарева, Николай Караченцов
- Художники: Зоя Монетова, Татьяна Строева, М. Рябикова, Ирина Лярская, Евгения Цанева, Людмила Бирюкова
- Ассистент режиссёра: Ирина Литовская
- Монтажёр: Н. Бордзиловская
- Редактор: Татьяна Папорова
- Директор съёмочной группы: Любовь Бутырина

Создатели приведены по титрам мультфильма.

## Отзыв критика
Елена Пророкова, она способна работать с такой самоотдачей, даже остервенением, с таким сознанием цели, преодолевая такие трудности, какие не по силам многим здоровым мужикам. Собственно, именно об этом и был её «программный» фильм «Сказка о глупом муже», снятый в 1986 году по сценарию подруги-единомышленницы Ирины Марголиной. Помнится, мне, зрителю, после просмотра эта киносказка показалась странной и даже какой-то неприятной: что ж это муж выставлен таким дурнем-то, а жена — ну, на все руки мастерица, умница и красавица; обидно как-то стало за род мужской.
— Виктор Калашников «Наши мультфильмы»)